# Amy Thyndal

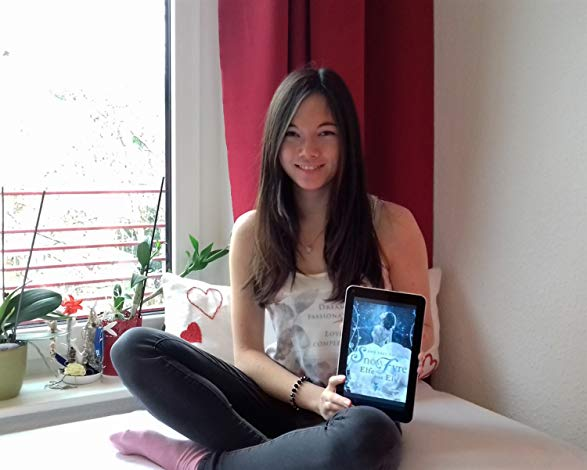
Autorin Amy Thyndal mit Debüt „SnowFyre. Elfe aus Eis“ (Foto: 2016)

Amy Erin Thyndal (* 13. Dezember 1996 in Konstanz) ist das Pseudonym einer deutschen Schriftstellerin.

## Leben und Werk
Amy Erin Thyndal veröffentlicht seit 2016 Romane in den Bereichen Science-Fiction und Fantasy. Ihr Debüt SnowFyre. Elfe aus Eis war der Auftakt zur Königselfen-Reihe im Carlsen-Imprint Dark Diamonds. 2019 erschien die Dilogie Die Legende der Assassinen mit den beiden Bänden Uprising und Resistance, ebenfalls bei Dark Diamonds. 2020 erschien ihr Einzelband Sternenfeuer. Kaiserin der Drachen bei Carlsen Impress, 2021 gefolgt vom Prequel Sternenglut. Prinzessin der Nacht. Im Jahr 2021 gewann Amy Thyndal den Storytel Love Contest, im Februar 2022 ihr Hörbuch Warum ich Italien hasse liebe beim Hörbuch-Streaming-Anbieter Storytel Deutschland erschien. 2025 erscheint ihre neue Dilogie Legends of Askja bei Oetinger Moon Notes.
Thyndal lebt in Köln.

## Werke
Romane und Novellen
- SnowFyre. Elfe aus Eis. (= Königselfen-Reihe. Band 1). Carlsen Verlag Dark Diamonds, 2016, ISBN 978-3-646-60297-5.
- Happy Dark Diamonds Year 2017! 13 düster-romantische XXL-Leseproben. Carlsen Verlag Dark Diamonds, ISBN 978-3-646-30027-7.
- SnowCrystal. Königin der Elfen. (= Königselfen-Reihe. Band 2). Carlsen Verlag Dark Diamonds, 2017, ISBN 978-3-646-30058-1.
- SnowRose. Tochter der Feen. (= Königselfen-Reihe. Band 3). Carlsen Verlag Dark Diamonds, 2018, ISBN 978-3-646-30108-3.
- Königselfen-E-Box. Carlsen Verlag Dark Diamonds, 2018, ISBN 978-3-646-30146-5.
- Uprising. (= Die Legende der Assassinen. Band 1). Carlsen Verlag Dark Diamonds, 2019, ISBN 978-3-646-30186-1.
- Resistance. (= Die Legende der Assassinen. Band 2). Carlsen Verlag Dark Diamonds, 2019, ISBN 978-3-646-30187-8.
- Sammelband der Fantasy-Serie »Die Legende der Assassinen«, Carlsen Verlag Dark Diamonds, 2019, ISBN 978-3-646-30234-9.
- Happy Impress Reading Year 2020! 12 düster-romantische XXL-Leseproben. Carlsen Verlag Impress, ISBN 978-3-646-30228-8.
- Sternenfeuer. Kaiserin der Drachen. Carlsen Verlag Impress, 2020, ISBN 978-3-646-60666-9.
- Sternenglut. Prinzessin der Nacht. Carlsen Verlag Impress, 2021, ISBN 978-3-646-60687-4.
- Sammelband der Romantasy-Dilogie »Sternenschicksal«, Carlsen Verlag Impress, 2021, ISBN 978-3-646-60687-4.
- Warum ich Italien hasse liebe. Storytel Deutschland, 2022, ISBN 978-91-8024-800-6.
- Legends of Askja 1. A Kiss of Ice and Blood. Oetinger Moon Notes, 2025, ISBN 978-3-96976-067-3.

## Preise und Nominierungen
- Platz 11 des „Lovelybook Leserpreis 2017“ in der Kategorie Bestes E-Book Only mit SnowFyre. Elfe aus Eis[5]
- Platz 9 beim „Buch des Monats Oktober 2020“ mit Sternenfeuer. Kaiserin der Drachen[6]
- Gewinnerin des Storytel Love Contest 2021[2]